# Жената чудо
Жената чудо (на английски: Wonder Woman) е измислен персонаж и супергерой на ДиСи Комикс. Първата ѝ поява е в All Star Comics бр. 8 през месец октомври 1941 г. Родният ѝ дом е остров Темискира, където официалната ѝ титла е Принцеса Диана от Темискира, дъщеря на Хиполита, а когато трябва да се слее с обществото извън острова, приема самоличността на Даяна Принс.